# Acacia amythethophylla
Acacia amythethophylla é uma espécie de leguminosa do gênero Acacia, pertencente à família Fabaceae.